# جيمس درو
جيمس درو (بالإنجليزية: James Drew)‏ (20 يناير 1872 بملبورن في أستراليا - 22 يناير 1944) هو لاعب كريكت أسترالي. لعب مع فريق فكتوريا للكريكت.

## وصلات خارجية
- جيمس درو على موقع إي آس بي آن كريك إنفو (الإنجليزية)